# Pregizer Apotheke

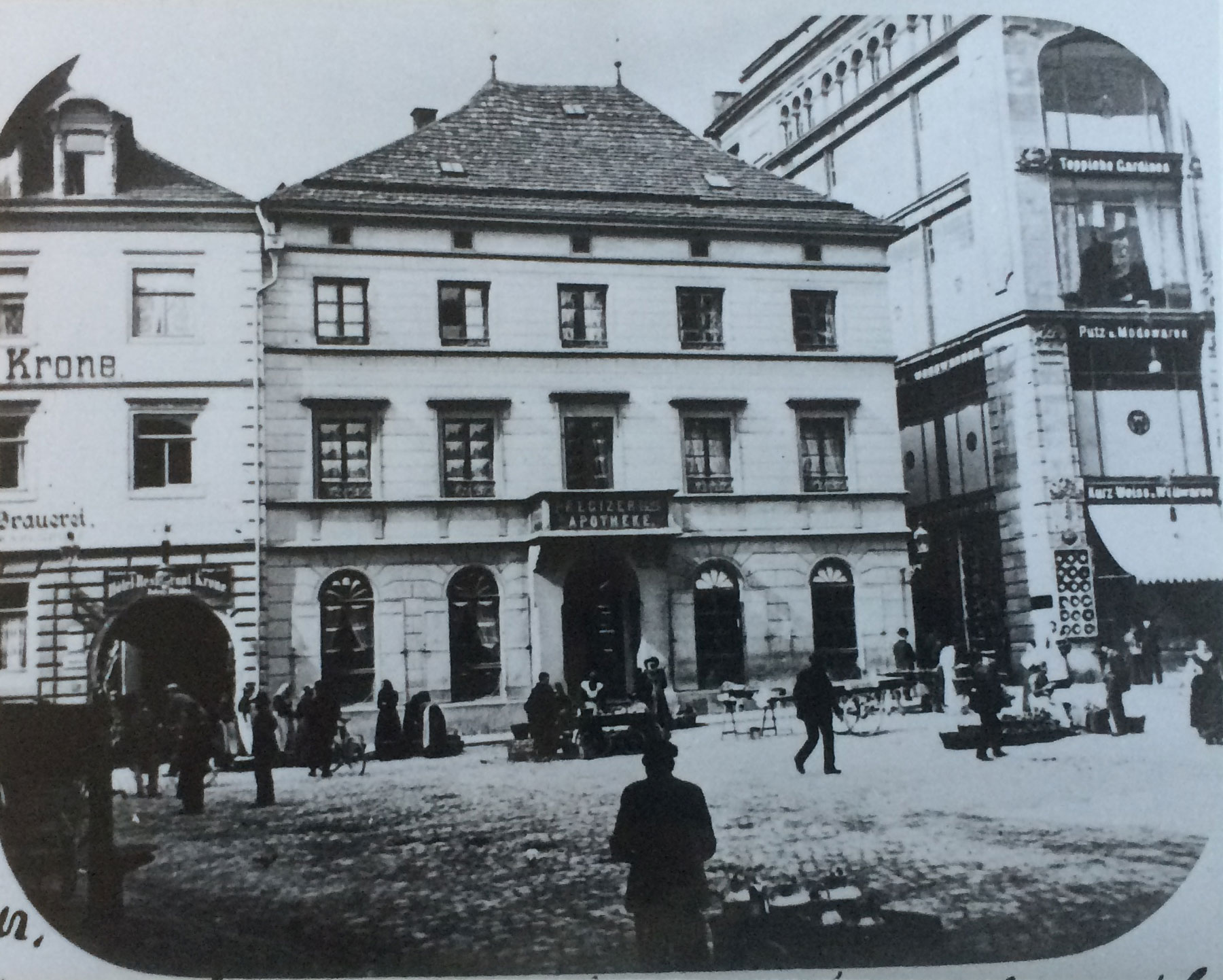
Pregizer’sche Apotheke am Marktplatz. Ansicht von Osten, ca. 1900

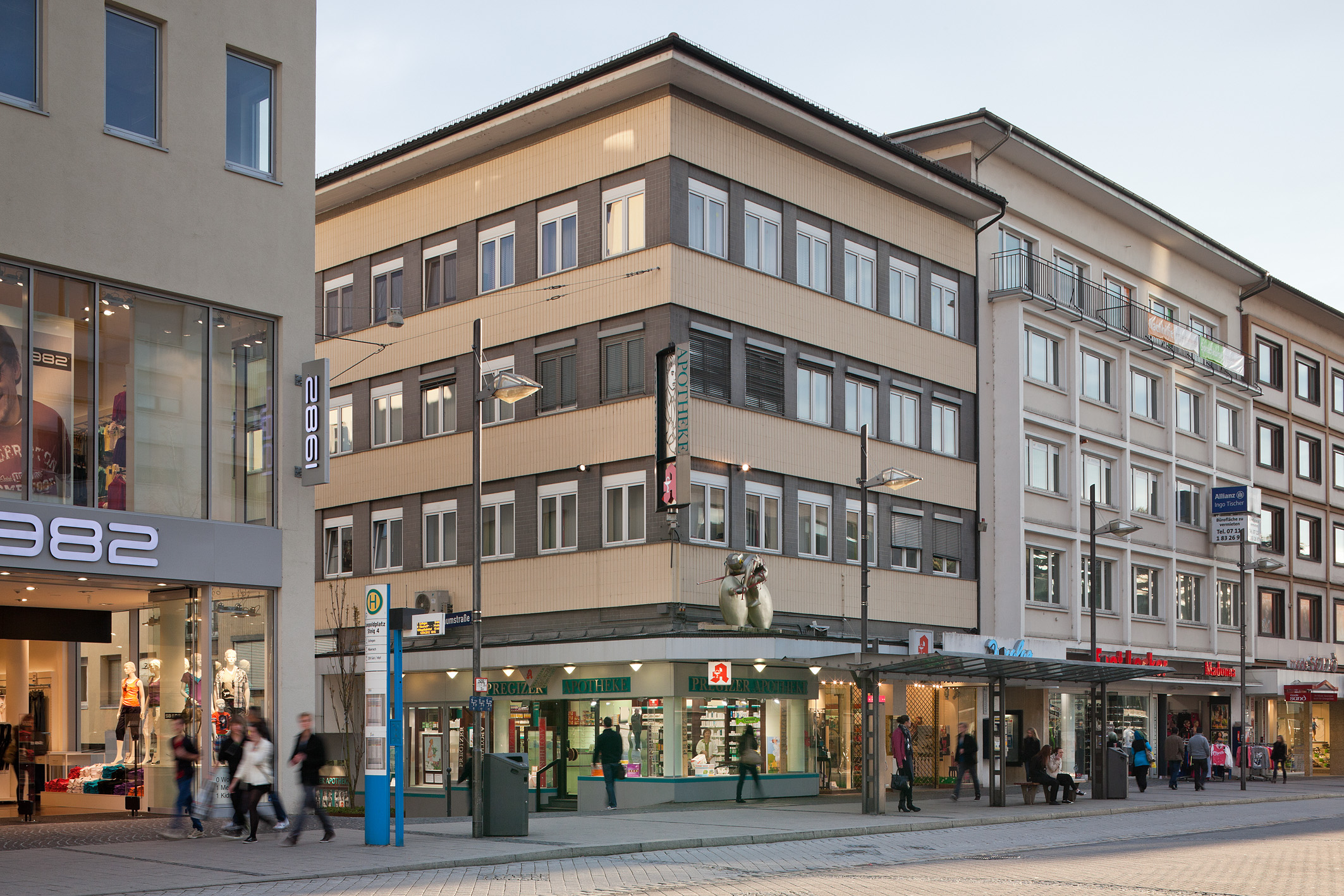
Pregizer Apotheke vom Pforzheimer Leopoldsplatz aus gesehen, 2016

Die Pregizer Apotheke ist die älteste Apotheke in Pforzheim und befindet sich am Leopoldplatz.

## Geschichte
Die Pregizer’sche Apotheke,  so wurde sie früher genannt, ist die älteste Pforzheimer Apotheke und bis 1945  am Marktplatz gelegen. Früher auch die Untere Apotheke genannt, wurde sie wahrscheinlich schon 1538 unter Markgraf Ernst I. von Baden-Durlach, der 1535 seine Residenz nach Pforzheim verlegte, als Hofapotheke gegründet.
Der erste Inhaber war, soweit bekannt, Johann Beyschlag aus Bretten. 1562 übernahm sie sein Schwiegersohn Michael Grieninger; dessen Sohn und Nachfolger Michael Johannes Grieninger war der „Apotheker und Ratsherr“, der 1601 im lutherisch-calvinistischen Konfessionsstreit der Pforzheimer eine führende Rolle spielte. Die Nachfolger der Grieninger waren Johann Barthold (ab 1634), Christoph Wüstemann (ab 1656), Johann Michael Salzer (ab 1689).
1689 wurde die Untere Apotheke bei der Zerstörung der Stadt niedergebrannt, wurde 1697 wieder aufgebaut und war bis 1804 im Besitz der Familie Salzer.
Die folgenden Apotheker waren Christian Michael Salzer, Ernst Viktor Salzer, Johann Samuel Vulpius (1808), dann Carl Ludwig und ab 1855 Gustav Ferdinand Pregizer, nach ihm seine Söhne Gustav Albert Ludwig und Karl Ulrich Pregizer. 1904 kam die „Pregizer’sche Apotheke“ in den Besitz des Apothekers August Ostermayer (1904–1943). Dessen Sohn Hansjörg fiel 1941 im Krieg. Die Verwaltung der Apotheke wurde ab 1943 von Ursula Meixner übernommen. Die Apotheke wurde durch den Luftangriff auf Pforzheim am 23. Februar 1945 zerstört und am 15. November 1945 als Notapotheke in der Brettener Straße weitergeführt.
Am 1. April 1949 wurde sie auf dem Grundstück Westliche 39 (beim Leopoldplatz) zunächst vorläufig, später endgültig in einem großen Neubau wieder eingerichtet, in der Folge wurde auch das Realrecht dorthin übertragen. Pächterin war Ursula Meixner.
Seit 1. Januar 1994 befindet sich die Pregizer Apotheke im Besitz der Apothekerin Stephanie Isensee.